# Casting Crowns (альбом)
Casting Crowns — первый студийный альбом американской группы христианского рока Casting Crowns, выпущенный 7 октября 2003 года на лейбле Beach Street Records. Спродюсированный Марком А. Миллером и Стивеном Кёртисом Чепменом он включает в себя поп-рок и рок саунд, а основными инструментами в нём являются гитара, клавишные и скрипка. Casting Crowns получил положительные отзывы от музыкальных критиков, многие из которых высоко оценили лирику и качество производства альбома. Альбом был номинирован на 35-ю премию GMA Dove Awards в категории «Поп/современный альбом года», а его синглы были номинированы и получили различные награды.
Предшествуемый лид-синглом «If We Are the Body», который занял первое место в чартах Radio & Records Christian AC и Christian CHR в США, Casting Crowns дебютировал на 198-й строчке в Billboard 200. В итоге альбом занял 59-е место в этом чарте, а также стал вторым в чарте Billboard Christian Albums и первым в чарте Billboard Heatseekers Albums. Два других сингла, «Who Am I» и «Voice of Truth», также достигли первого места. Альбом вошёл в число самых продаваемых христианских альбомов 2004 и 2005 годов в США и стал 11-м самым продаваемым христианским альбомом 2000-х годов в США. С момента выхода альбом Casting Crowns был продан тиражом более 1,9 миллиона копий и получил 2× платиновый сертификат Американской ассоциации звукозаписывающей индустрии (RIAA), став одним из 8 христианских альбомов, достигших этого рубежа.

## Отзывы
| Оценки критиков                | Оценки критиков |
| Источник                       | Оценка          |
| ------------------------------ | --------------- |
| Allmusic                       | [ 3 ]           |
| CCM Magazine                   | B               |
| Christian Broadcasting Network | [ 5 ]           |
| Christianity Today             | [ 6 ]           |
| Cross Rhythms                  | [ 7 ]           |

Альбом получил положительные отзывы от музыкальных критиков. Особого одобрения удостоилось лирическое содержание альбома и качество записи.
На 35-й церемонии GMA Dove Awards группа Casting Crowns была номинирована в категории «Поп/современный альбом года». Песня «If We Are the Body» была номинирована на «Песню года» и «Поп/Современную записанную песню года» на том же мероприятии. На 36-й церемонии GMA Dove Awards песня «American Dream» была номинирована на «Рок/Современную песню года», а песня «Who Am I» была номинирована на Worship Song of the Year. «Who Am I» получила награды за «Песню года» и «Поп/Современную песню года», а «Voice of Truth» — за «Вдохновляющую песню года». «Voice of Truth» была номинирована на «Песню года» на 37-й церемонии GMA Dove Awards.

## Список композиций
Все тексты написаны Марком Холлом, кроме указанных, вся музыка написана Casting Crowns.
| №                   | Название                    | Текст песни         | Длительность |
| ------------------- | --------------------------- | ------------------- | ------------ |
| 1.                  | «What If His People Prayed» |                     | 3:28         |
| 2.                  | «If We Are the Body»        |                     | 3:58         |
| 3.                  | «Voice of Truth»            | Hall, Chapman       | 5:25         |
| 4.                  | «Who Am I»                  |                     | 5:35         |
| 5.                  | «American Dream»            |                     | 4:11         |
| 6.                  | «Here I Go Again»           |                     | 4:45         |
| 7.                  | «Praise You with the Dance» |                     | 3:56         |
| 8.                  | «Glory»                     | Cervantes, Hall     | 5:06         |
| 9.                  | «Life of Praise»            |                     | 3:19         |
| 10.                 | «Your Love Is Extravagant»  | Evans               | 3:52         |
| Общая длительность: | Общая длительность:         | Общая длительность: | 43:35        |

## Чарты
| Чарт (2004)                            | Высшая позиция |
| -------------------------------------- | -------------- |
| США (Billboard 200)                    | 59             |
| США (Billboard Christian Albums)       | 2              |
| США (Billboard Top Heatseekers Albums) | 1              |

| Чарт (2004)      | Позиция |
| ---------------- | ------- |
| US Billboard 200 | 126     |
| Чарт (2005)      | Позиция |
| US Billboard 200 | 179     |

| Чарт (2000-е)                   | Позиция |
| ------------------------------- | ------- |
| US Christian Albums (Billboard) | 11      |

| Год  | Песня                | Высшая позиция | Высшая позиция | Высшая позиция | Сертификации |
| Год  | Песня                | US Christ      | Christ AC      | Christ CHR     | Сертификации |
| ---- | -------------------- | -------------- | -------------- | -------------- | ------------ |
| 2003 | «If We Are the Body» | 3              | 3              | 1              |              |
| 2004 | «Who Am I»           | 1              | 1              | 1              | RIAA: Gold   |
| 2004 | «Voice of Truth»     | 1              | 1              | 4              | RIAA: Gold   |

## Сертификации
| Страна | Certification | Единиц    |
| ------ | ------------- | --------- |
| США    | 2× Платина    | 2,000,000 |